# Christo Fotev
Christo Fotev (Христо Константинов Фотев; 25. března 1934 – 27. července 2002) byl bulharský básník.

## Život
Fotev se narodil v Istanbulu v Turecku bulharským rodičům a v roce 1940 se s rodinou přestěhoval do bulharského černomořského přístavního města Burgas. V letech 1953-54 pracoval jako námořník, v letech 1957-59 jako výtvarník. V roce 1960 vydal svou první sbírku poezie a v roce 1961 se stal členem Svazu bulharských spisovatelů. Od roku 1964, po více než čtvrt století, byl Christo Fotev kreativním tajemníkem Bulharské společnosti spisovatelů.

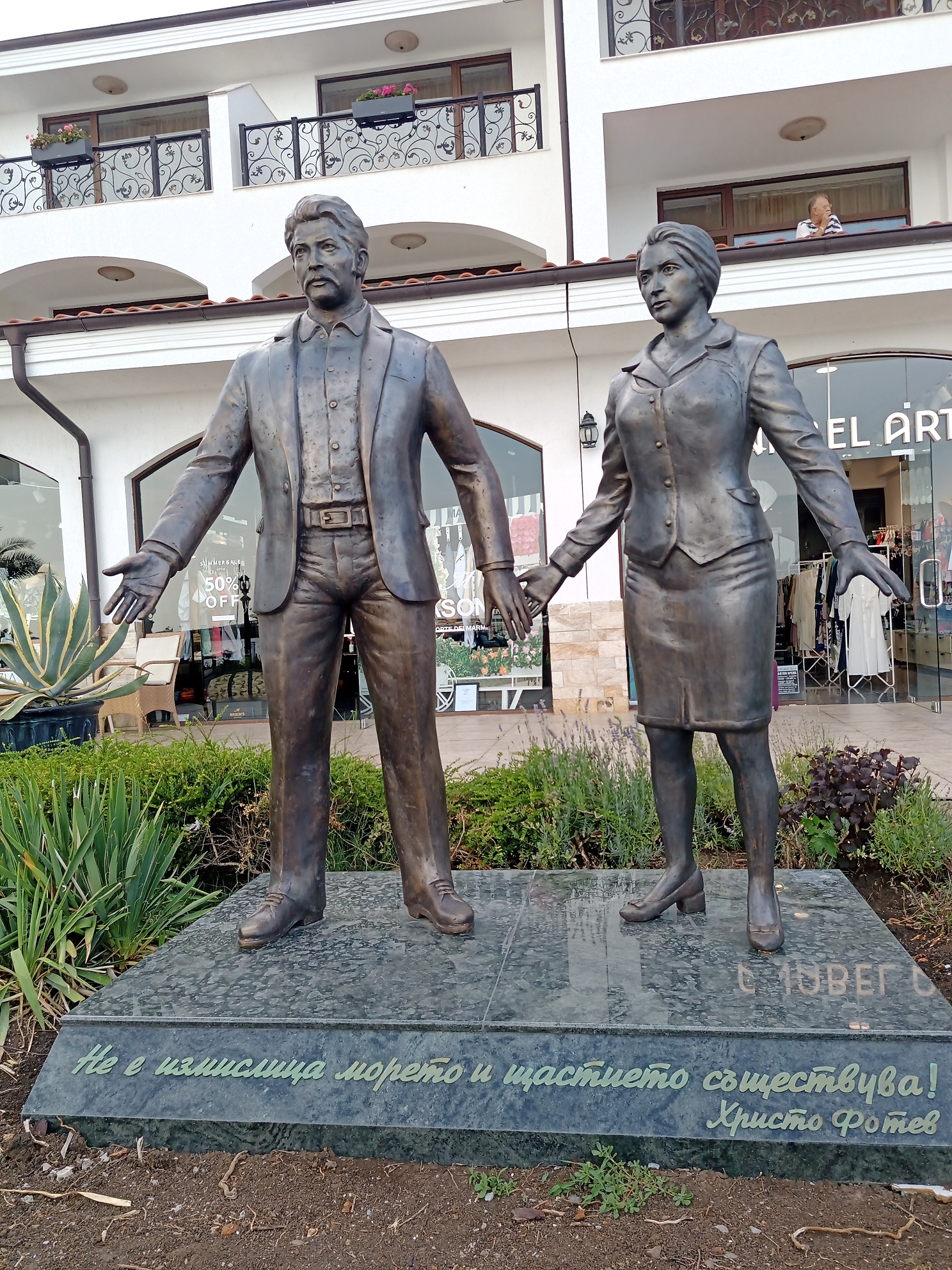
Sousoší v přístavu ve Sv. Vlasu
Не е измислица морето и щастието съществува!
Moře není fikce a štěstí existuje!

## Tvorba
V roce 1961 vydal svou první básnickou sbírku Baladické cesty. Po téměř deseti letech mlčení vydal básník v roce 1978 Slib pro poezii. V roce 1981 vydal dvě básnické sbírky: Liturgie pro delfíny a Vzpomínka na živého. O tři roky později shromáždil své vybrané básně ve sbírce Verbální krajina. V roce 1989 vyšla jeho sbírka básní Benátská noc.
Fotevovy texty se často zabývaly tématem lásky a moře bylo klíčovým poetickým prvkem a inspirací v jeho tvorbě. Mezi mistrovská díla bulharské milostné lyriky patří Foteho báseň Jak jsi krásná!... nebo Moře není fikce a štěstí existuje!. Moře a láska je ústředním filozoficko-poetickým symbolem v jeho textech.
| „               | Moře není fikce a štěstí existuje! | “ |
| — Christo Fotev |                                    |   |